# Harald Skrænk
Harald Skrænk eller Harald Skreng var en dansk tronkandidat.
Harald Skrænk var af kongelig byrd. I 1182 blev han hidkaldt af de skånske bønder efter efter Valdemar den stores død. Harald kom med en af Knut Eriksson og Birger Brosa udrustet hær, og han blev derpå valgt af skåningene til deres høvding. Han blev dog besejret af en skånsk stormand ved Lomma Å og han vendte derefter tilbage til Sverige.